# 기타노정 (고베시)

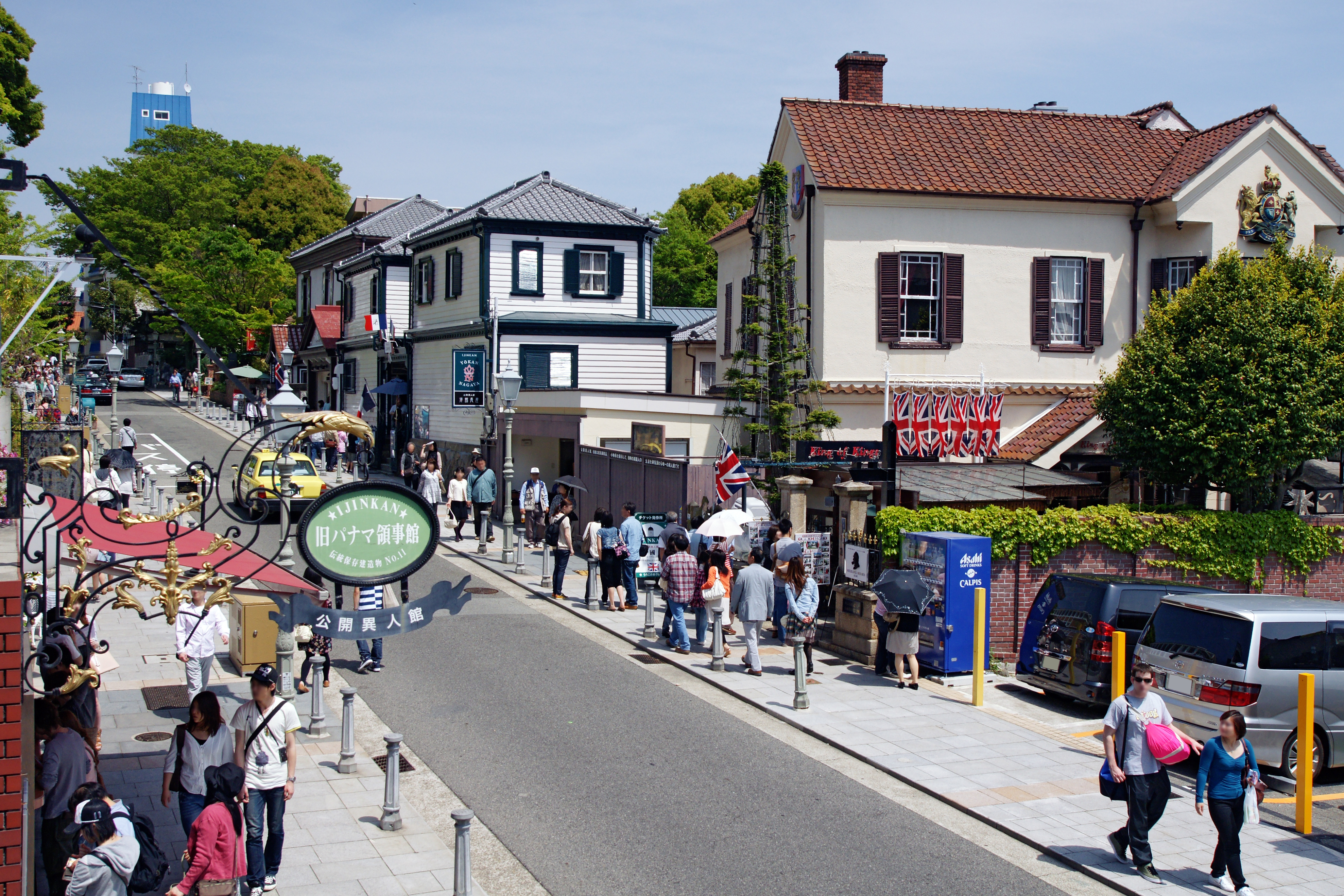
기타노 정

기타노정(일본어: 北野町)은 일본 효고현 고베시에 있는 정이다. 메이지 유신 때 서양과의 무역이 활발해지면서 서양식 건물들이 많이 지어졌다.